# Terras Altas do Sul (Nova Gales do Sul)

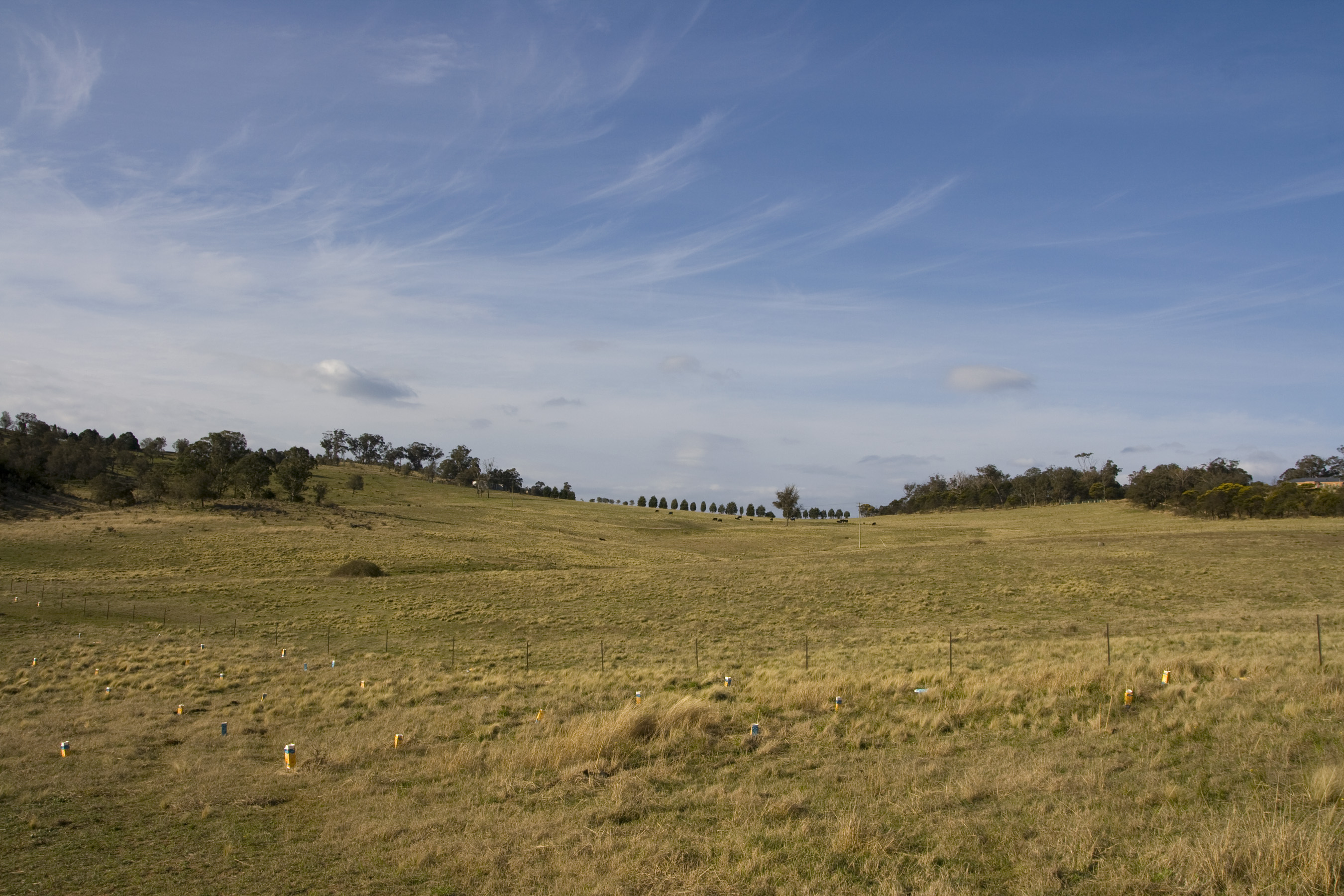
Estrada das Cavernas de Wombyan

As Terras Altas do Sul, também localmente conhecidas como Terras Altas, é uma região geográfica e distrito de Nova Gales do Sul, na Austrália, e fica a 110 km a sudoeste de Sydney. Toda a região está sob a área do governo local do Wingecarribee Shire. A região também é considerada uma região vinícola.
As terras altas situam-se geograficamente entre 500 e 900 metros acima do nível do mar na Grande Cordilheira Divisória. Como outras regiões ao longo deste planalto, como as Montanhas Azuis ao norte e os Alpes Australianos ao sul, as Terras Altas do Sul são conhecidas por seu clima temperado e frio.